# 拉马德莱娜苏蒙特勒伊
拉马德莱娜-苏蒙特勒伊（法語：La Madelaine-sous-Montreuil，法語發音：[la madlɛn su mɔ̃tʁœj]，意为“蒙特勒伊下方的拉马德莱娜”）是法国上法蘭西大區加来海峡省的一个市镇，属于蒙特勒伊区。

## 地理
拉马德莱娜-苏蒙特勒伊（50°28'7"N, 1°44'56"E）面积2.46 平方千米，位于法国上法蘭西大區加来海峡省，该省份为法国北部沿海省份，西北濒北海，南至索姆省，东临北部省。
与拉马德莱娜-苏蒙特勒伊接壤的市镇（或旧市镇、城区）包括：阿坦、拉卡洛特里、小康皮尼厄勒、埃屈尔、滨海蒙特勒伊、讷维尔苏蒙特勒伊、索吕。
拉马德莱娜-苏蒙特勒伊的时区为UTC+01:00、UTC+02:00（夏令时）。

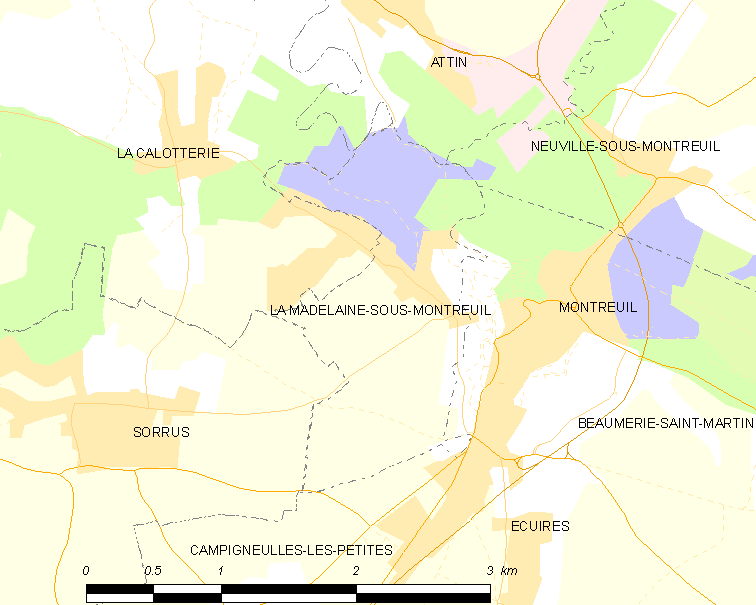
拉马德莱娜-苏蒙特勒伊的OSM定位图

## 行政
拉马德莱娜-苏蒙特勒伊的邮政编码为62170，INSEE市镇编码为62535。

## 政治
拉马德莱娜-苏蒙特勒伊所属的省级选区为贝尔克县。

## 人口
拉马德莱娜-苏蒙特勒伊于2022年1月1日时的人口数量为148人。

1962-2008年间拉马德莱娜-苏蒙特勒伊人口变化图示